# Leader (Saskatchewan)
Leader es una ciudad en el suroeste de la provincia de Saskatchewan, Canadá, localizada a 350 km al este de Calgary, Alberta y está localizada muy cerca de la frontera entre las provincias de Saskatchewan y Alberta.

## Geografía
Leader se encuentra ubicado en las siguientes coordenadas: 50°53′24″N 109°32′24″O / 50.89000, -109.54000

## Demografía
Cuenta con 821 habitantes de acuerdo al censo de 2011 llevado a cabo por Statistics Canada.